# Premi Internacional de Periodisme Julio Anguita Parrado
El Premi Internacional de Periodisme Julio Anguita Parrado, en castellà Premio Internacional de Periodismo Julio Anguita Parrado és un premi creat el 2007 pel Sindicat de Periodistes d'Andalusia per tal de reconèixer la tasca dels professionals de la informació en defensa de la llibertat d'expressió i els drets humans.
La mort del periodista cordovès Julio Anguita Parrado a l'Iraq el 2003, durant la invasió d'aquest país per tropes nord-americanes, va ser el fet que va impulsar la creació d'aquest premi organitzat pel Sindicat de Periodistes d'Andalusia (SPA) en col·laboració amb la Universitat de Còrdova, l'Ajuntament de Còrdova i el Parc Joier de Còrdova.
Des de la creació del premi l'any 2007, els guardonats han estat:
- 2007: l'escriptora i periodista iraquí Eman Ahmad Jamás.[3]
- 2008: el periodista colombià Eduardo Márquez González.[4]
- 2009: la periodista congolesa Caddy Adzuba.[5]
- 2010: la periodista i defensora dels drets humans Mònica Bernabé Fernández.[6]
- 2011: el fotògraf i periodista espanyol Gervasio Sánchez.[7]
- 2012: la periodista egípcia Shahira Amin.[8]
- 2013: el periodista grec Kostas Vaxevanis.[9]
- 2015: el col·lectiu mexicà "Periodistas de a Pie".[10]
- 2016: la periodista espanyola Mónica García Prieto[11]
- 2017: el periodista salvadorenc Carlos Dada.[12]
- 2018: el periodista i corresponsal de l'Agència EFE Javier Martín Rodríguez[13]
- 2019: l'agència de premsa del Sàhara Occidental Équipe Média[14]
- 2020: la periodista catalana Ana Alba Garcia.[15]